# 豬苓湯
豬苓湯，出自《傷寒雜病論》。

## 主治
- 陽明病，脈浮，發熱，渴欲飲水，小便不利者。汗出多而渴者，不可與。
- 少陰病，下利六七日，咳而嘔渴，心煩不得眠者。[1]

## 外部連結
- 豬苓湯 中藥方劑圖像數據庫 (香港浸會大學中醫藥學院) （中文）（英文）